# Academia Carolina

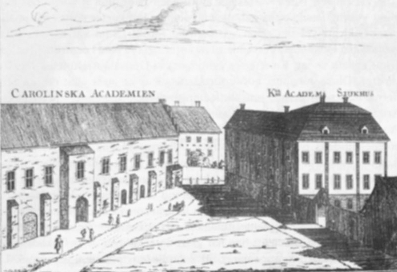
Calcografia di Fredrik Akrel che descrive il progetto di Johan Busser (1769). L'edificio sulla destra è la vecchia sede dell'ospedale universitario (oggi Juridicum), mentre sullo sfondo si vede lo Skytteanum.

L'Academia Carolina era una sede capitolare medievale nella quale si tenevano le attività educative dell'Università di Uppsala. L'edificio si trovava nei pressi della Cattedrale di Uppsala, con la facciata rivolta verso la sede di Värmlands nation e il Juridicum.

## Storia
L'istituzione dell'Academia Carolina discende dall'originale capitolo medievale, passato sotto il controllo dello stato svedese a seguito della riforma. Erik XIV di Svezia diede nuovamente il permesso al concistorio del 1566 di usare l'edificio per l'insegnamento, e dopo il sinodo di Uppsala del 1593 Carlo IX di Svezia ne concesse l'uso all'Università di Uppsala.
L'Academia Carolina fu la sede didattica principale dell'Università di Uppsala fino al completamento del Gustavianum, intorno al 1620. L'edificio venne chiamato da quel momento "università vecchia", mentre il Gustavianum venne chiamato "università nuova". Secondo la descrizione di Johan Busser, l'Academia Carolina aveva due aule, di cui una più grande, con due pulpiti, usata anche come sala per i festeggiamenti.
L'incendio di Uppsala del 1702 devastò l'Academia Carolina che, dopo estese riparazioni, tornò in uso nel 1704 e assunse ufficialmente il nome di "Academia Carolina" in memoria dei tre Carlo: Carlo IX di Svezia, che diede in concessione l'edificio, Carlo XI di Svezia, che nel 1693 celebrò il centenario del sinodo di Uppsala, e Carlo XII di Svezia, sotto il cui regno venne ricostruito.
L'Academia Carolina fu demolita nel 1778, venenedo funzionalmente rimpiazzata dalla nuova sede dell'Università, il Carolina Rediviva ("la risorta Carolina"), nel 1834.